# Asan (powieść)
Asan: ustęp z dziejów "Słowian bałkańskich". Powieść historyczna – powieść historyczna Zygmunta Miłkowskiego z 1869 roku. W 1906 roku ukazała się jako Piotr i Asan: powieść historyczna z dziejów Słowian bałkańskich z 12-go wieku. 
Tłem powieści jest Powstanie Piotra i Asena w Bułgarii. 